# Propallylonal
Propallylonal (tên thương mại Nostal, Quietal, Ibomal) là một dẫn xuất barbiturat được phát minh vào những năm 1920. Nó có đặc tính an thần, thôi miên và chống co giật, và vẫn hiếm khi được kê đơn làm thuốc ngủ ở một số nước Đông Âu.